# ایلیوشین ایل-۷۸
ایلیوشین-۷۸ (به انگلیسی: Ilyushin Il-78) یک هواپیمای ساختِ کارخانهٔ ایلیوشین است که در سال ۱۹۸۴ ساخته شد. نخستین استفاده‌کنندهٔ این هواپیما نیروی هوایی روسیه بوده‌است. این هواپیما در ۲۶ ژوئن ۱۹۸۳ میلادی نخستین پرواز خود را انجام داد.